# 死亡天使 (DC漫畫)
死亡天使（英語：Azrael），是一名在DC漫畫出版的漫畫中登場的虛構人物，在《蝙蝠俠》漫畫裏首次現身。為一名由聖杜馬教團所創造的不死刺客，被教團譽為能夠接替蝙蝠俠的高譚市守護者。

## 人物

### 尚-保羅·范雷
尚-保羅的父親是前任的死亡天使，他奉聖杜馬教團這個秘密教團的命令，去消滅教團的叛徒LeHah。可是LeHah知道教團會來對付自己這個背叛者，於是他設下了陷阱，重創了來襲的死亡天使，死亡天使知道自己死後，他的兒子將會繼承自己的地位，不希望兒子也被教團使喚的他雖然秘密送走了兒子，可是得知父親死亡的尚·保羅為了調查父親的死因而找上了教團。
LeHah為了斬草除根而打算殺死尚-保羅，但注意到LeHah與前任死亡天使衝突的蝙蝠俠介入了此事，尚-保羅也在事件中被教團解除了他從小就受過的催眠，成為了新任的死亡天使，並與蝙蝠俠聯手擊敗了LeHah。
尚-保羅不願接受教團的命令成為教團的一份子而打算走自己的路，於是蝙蝠俠將他帶回高譚市，並訓練他成為一名義警。本來沒有自己正式名字的尚-保羅在蝙蝠俠布魯斯與其管家阿福的建議下，沿用了自己父親的名字。
之後蝙蝠俠遭到班恩襲擊被打斷脊骨，尚-保羅在蝙蝠俠的請求下穿上自己製作的蝙蝠戰衣，以蝙蝠俠的名義開始在高譚市活動。可是聖杜馬教團對他的改造在這時產生了影響，以蝙蝠俠之名活動的他變得殘暴嗜血，康復的蝙蝠俠只好重新披上披風出面制止並將其擊敗。明白自己犯了錯的尚-保羅沒有辯解，在蝙蝠俠的勸解下，他決心回去面對教團好正視自己的根源。
尚-保羅在友人的陪伴下找到了教團的基地，可是教團的領導人已然變得邪惡，尚·保羅不得不選擇離開，並在之後的旅程中確認了自己的真心是想成為一個真正的超級英雄。
在《無人之地》事件中，尚-保羅回到被孤立而混亂不堪的高譚市努力維持秩序，他重新振作的姿態被蝙蝠俠看在眼中，並願意再度接納他。在這時他與神諭（芭芭拉·高登）、蝙蝠女孩（卡珊德拉·該隱）時常一起行動，並與萊絲莉·湯普金斯醫生交好。
可是教團對他的改造的影響仍未消除，他不時能看到自己父親與教團的幻覺，甚至令他的身體機能大幅衰弱。尚-保羅感覺到自己的時間已經不長後，他決心與自己的宿敵LeHah、現自稱為Biis展開最後的決戰，不過在Biis與死亡天使的另一個對手Scratch的聯手下，尚·保羅被打入海中，其他人一直未能尋獲其下落。
直到《極黑之夜》事件裡，許多死去的英雄與罪犯被黑光戒指復活，而尚-保羅也被復活為黑光屍再次出現於世人面前才確認他已經死亡的事實。

### 麥可·連恩
麥可·連恩原本是一位高譚市的警察，初次登場在《蝙蝠俠的三個幽靈》系列故事中，他被Doctor Hurt選為他中意的實驗品之一。Doctor Hurt對他進行了改造與催眠，使他以為自己是蝙蝠俠，並開始了他殘暴的私下執法，直到他被真正的蝙蝠俠給制止。
直到《蝙蝠俠之死》事件，麥可才終於擺脫了Doctor Hurt的控制，而在《披風爭奪戰》的支線故事：《Azrael: Death's Dark Knight》中，麥可被與聖杜馬教團有同樣起源，後來走上不同道路的the Order of Purity選上，成為該教團的死亡天使。

## 能力
- 大師級的戰略、戰術家與受過嚴格的軍事與警察訓練
- 人類巔峰的肉體能力
- 專家級的格鬥戰士與大師級武術
- 人為提升的生理機能、智力、格鬥技巧與新陳代謝能力
- 特製的戰服給予的超級力量與反射神經
- 能傷害到靈魂的咒力之劍

## 其他媒體

### 電視劇
- 《萬惡高譚市》：本作的死亡天使真名為西奧·蓋勒文，為第二季上半季的主要反派，由英國演員詹姆士·弗萊恩飾演[2]。

### 電子遊戲
- 《樂高蝙蝠俠》：任天堂DS版本登場。
- 《樂高蝙蝠俠2：DC超級英雄》

#### 蝙蝠俠：阿卡漢系列
在蝙蝠俠：阿卡漢系列中登場的是麥可·連恩化身的死亡天使，加上了尚-保羅版本的部分設定。由卡瑞·佩頓配音。
- 《蝙蝠俠：阿卡漢城市》：死亡天使會從阿卡漢城市四個不同的高處觀望蝙蝠俠。
- 《蝙蝠俠：阿卡漢起源》：在PS3版的DLC「Knightfall」可以使用死亡天使擔任蝙蝠俠時期的蝙蝠戰衣。
- 《蝙蝠俠：阿卡漢騎士》：死亡天使會在附加任務中現身，準備接替蝙蝠俠，成為高譚市的新守護者。而任務最後會依玩家的選擇，來決定死亡天使的結局：
  - 反抗教團的命令而直接離開鐘塔，並與蝙蝠俠握手告別。
  - 拿起劍的最後一刻反抗教團的命令，折斷劍後離開鐘塔，並與蝙蝠俠握手告別。
  - 遵從教團的命令，拿起劍欲殺死蝙蝠俠，但被蝙蝠俠擊敗打昏後，關進了高譚市警局的牢房。

## 外部連結
- World of Black Heroes: Azrael Michael Washington Lane Biography （页面存档备份，存于）
- Azrael (Jean-Paul Valley) at the DC Database Project
- Azrael (Jean-Paul Ludovic Valley, the father) at the DC Database Project
- Azrael (Michael Lane) at the DC Database Project
- Azrael Biography （页面存档备份，存于） at Batman Myth.com
- 漫画书数据库：Azrael (Jean-Paul Valley)